# Détour (film, 1945)
Pour les articles homonymes, voir Détour.
Pour plus de détails, voir Fiche technique et Distribution.

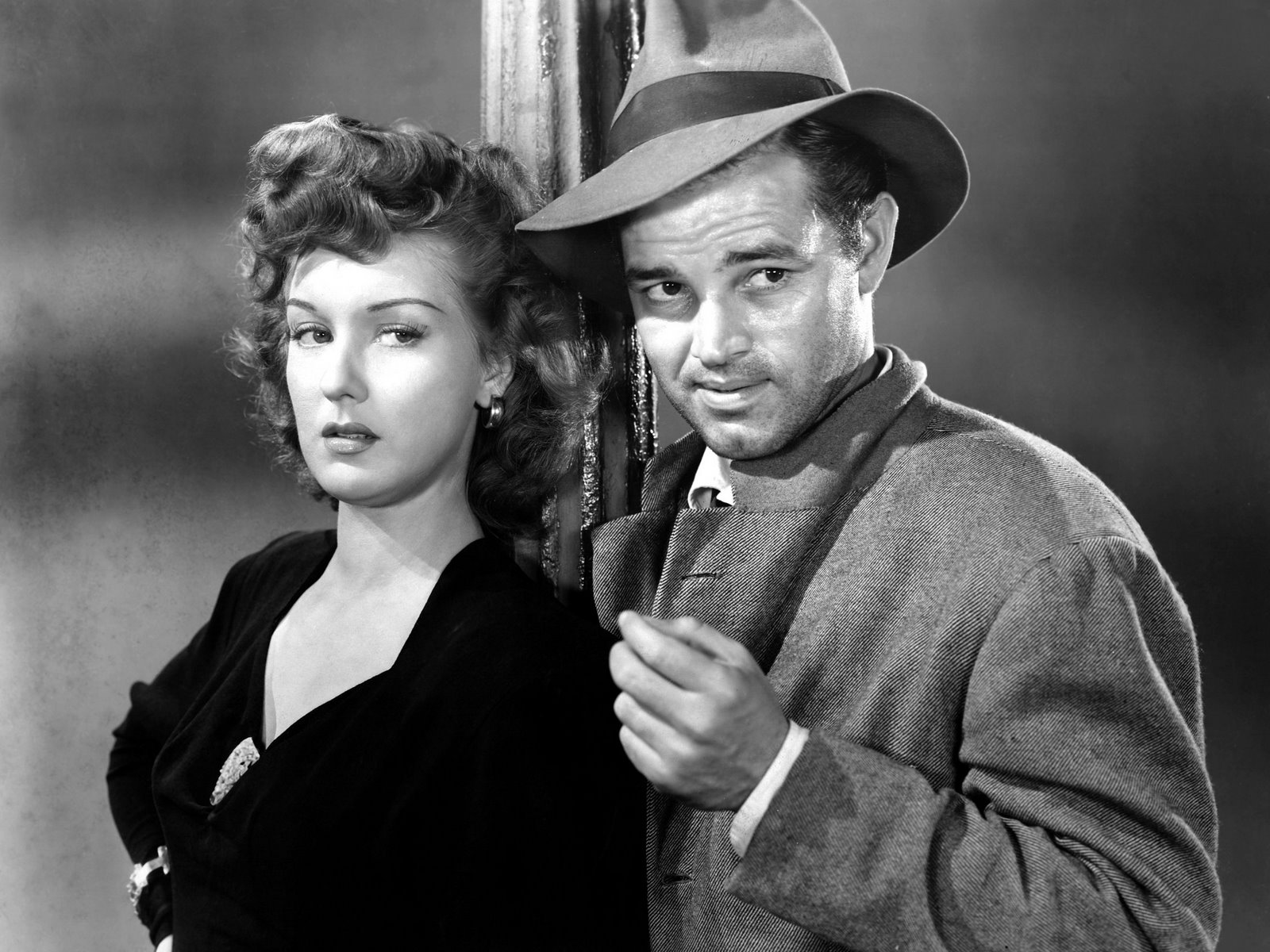
Ann Savage et Tom Neal

Détour (titre original : Detour) est un film américain réalisé par Edgar Georg Ulmer, sorti en 1945. 
Il s’agit de l'adaptation du roman éponyme de Martin Goldsmith ; celui-ci a également coécrit le scénario avec Martin Mooney.
Originellement simple film de série B à petit budget tourné rapidement, d'une longueur de seulement 68 minutes, Détour suscite des louanges depuis les années 1970.

## Synopsis
Un pianiste de bar, Al Roberts, part en stop rejoindre sa fiancée en Californie. Sur la route, un inconnu en décapotable (Haskell) le prend. Ayant pris le volant, Al s'arrête pour remettre la capote sous la pluie et découvre que le propriétaire de la voiture est mort dans son sommeil. Paniqué, il jette le corps et reprend vite la route. 
En s’arrêtant à une station service, il fait signe à une auto-stoppeuse qu'il veut bien la prendre. Il s’agit de Vera, une femme fatale, qui reconnait la voiture d'Haskell et menace de le dénoncer pour le meurtre présumé, à moins qu'il n'assume l'identité du mort pour toucher un héritage. 
Les deux protagonistes se disputent violemment dans un hôtel jusqu'à ce que Roberts l'étrangle accidentellement avec le fil du téléphone.

## Fiche technique
- Titre : Détour
- Titre original : Detour
- Réalisation : Edgar Georg Ulmer
- Scénario : Martin Goldsmith (d'après son roman Detour : An Extraordinary Tale) et Martin Mooney
- Photographie : Benjamin H. Kline
- Montage : George McGuire
- Musique originale : Leo Erdody (en)
- Direction artistique : Edward C. Jewell
- Costumes : Mona Barry
- Producteur : Leon Fromkess
- Société de production et de distribution : PRC Pictures
- Pays d'origine :  États-Unis
- Langue originale : anglais
- Genre : Film dramatique, Film policier, Thriller,  Film noir
- Durée : 68 minutes (1 h 8)
- Dates de sortie :
  - États-Unis : 7 novembre 1945
  - France : 3 octobre 1990

## Distribution
- Tom Neal : Al Roberts
- Ann Savage : Vera
- Claudia Drake : Sue Harvey
- Edmund MacDonald : Charles Haskell Jr
- Tim Ryan : le propriétaire du Nevada Diner
- Esther Howard : Holly, serveuse
- Pat Gleason : Joe, le camionneur
- Don Brodie : le vendeur de voitures d'occasion

## Production
En 1972, le réalisateur Edgar Georg Ulmer a déclaré dans une interview que le film avait été tourné en six jours. Cependant, dans un documentaire de 2004, sa fille Arianne Ulmer a produit des documents du script sur lesquels il est noté : « 14 juin 1945 - 29. jours d’utilisation des caméras ». En outre, l'actrice Ann Savage a confié à la RPC qu'elle a été embauchée par la production de Détour pour trois semaines de six jours, et, plus tard, elle a déclaré que le film avait été tourné en quatre semaines de six jours, avec quatre autres jours supplémentaires de travail de localisation dans le désert à Lancaster, en Californie.
On a longtemps cru que Detour a été produit pour environ vingt mille dollars. Noah Isenberg, en effectuant des recherches pour son livre sur le film, a découvert que le coût réel du film était de plus de cent mille dollars.

### Montage
Edgar Georg Ulmer prit la décision de privilégier la narration aux dépens de la continuité.

Un exemple notable est l'inversion visuelle des séquences d'auto-stop. Dans le but d'accorder le périple de New York à Los Angeles du héros au mouvement de droite à gauche à travers l'écran, de nombreux plans furent retournés en miroir, ce qui fait apparaître les voitures sur le côté gauche de la route et l'auto-stoppeur monte du côté du conducteur.

### Censure
Le code de censure de l'époque exigeant que les meurtriers survivants soient traduits en justice dans tous les films produits, Ulmer dut satisfaire les censeurs en achevant son film par l'arrestation de l'infortuné auto-stoppeur après l'avoir lui-même prédit.

« I know. Someday a car will stop to pick me up that I never thumbed. Yes, fate, or some mysterious force can put the finger on you or me for no good reason at all. »